# Aru
Aru este un oraș în  provincia Haut-Congo, Republica Democrată Congo. În 2012 avea o populație de 30 844 de locuitori, iar în 2004 avea 26 290.